# Mc Kresha
Kreshnik Fazliu, mer känd under sitt artistnamn Mc Kresha, född 5 september 1984 i Mitrovica, Jugoslavien, är en albansk rappare.
Mc Kresha är en av de mest kända rapparna i Kosovo och Albanien och flera av hans låtar, som "Lej flleshat" och "Lyrical WarFare", har fått över 1 miljon visningar på Youtube. Han har även släppt låtar med bland annat Dafina Rexhepi, Nora Istrefi och Aurela Gaçe. Han har även deltagit i ett flertal musiktävlingar. År 2011 ställde han upp i Kënga Magjike 13 tillsammans med Rozana Radi. Med sin låt "Jaba daba du" vann de priset "Çmimi Diskografik" (diskografiskt pris).